# Ben Provoost
Ben Provoost (28 september 1985) is een Nederlandse dammer die opgroeide in Zeeland en in 1997 Nederlands pupillenkampioen werd. In het seizoen 2003/04 werd hij als junior seniorenkampioen van Zeeland. In december 2004 eindigde hij op de tiende plaats van het wereldkampioenschap voor junioren. Hij was daarna onder andere deelnemer aan het NK 2006 te Culemborg en het NK 2007 te Soest en is actief als damtrainer in Zuidwest-Nederland. Hij onderhield met Kees Thijssen en Hein Meijer de website 10x10 special. Op 3 april 2010 verbeterde hij het wereldrecord kloksimultaan met 1 partij en bracht het op 34 partijen. Dit werd op 4 augustus 2011 overtroffen door Jeroen van den Akker die het record op 37 partijen bracht. Hij is in het bezit van de titels FMJD Meester en Nationaal Meester.